# بنتيوم
بنتيوم (بالإنجليزية: Pentium)‏ هو علامة تجارية تستخدم للسلسلة المتوافقة مع معالجات إكس 86 من إنتاج إنتل من سنة 1993 ، وتقدرها إنتل بنجمتين على مستوى منتجاتها، وهذا التقدير يعني انه أقوى من إنتل اتوم وسيليرون وأقل سرعة من إنتل كور 3 و5 و7 و 9

## نبذة تاريخية

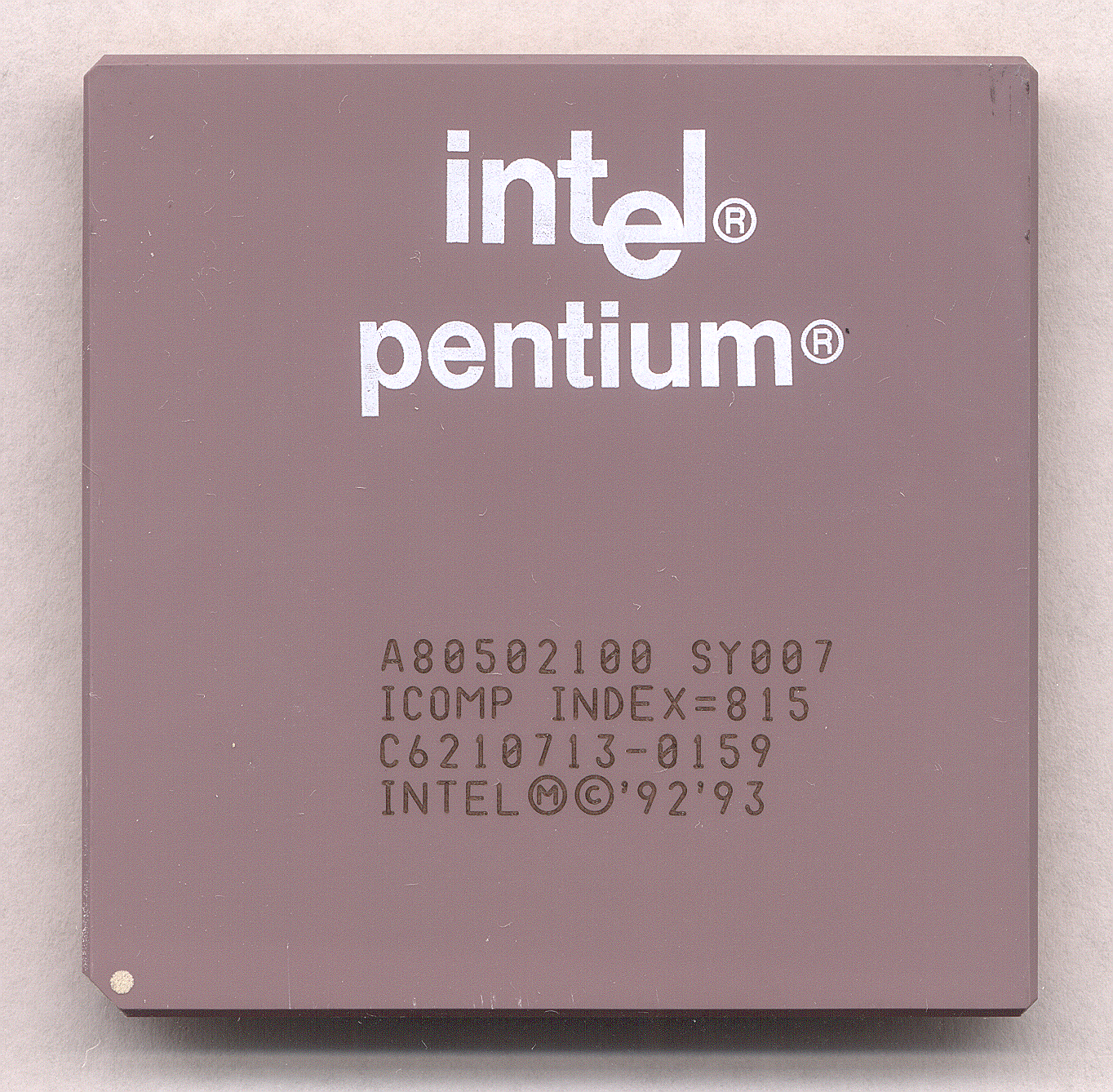
Pentium processor